# Monte Cerignone
Monte Cerignone est une commune de la province de Pesaro et d'Urbino dans la région Marches en Italie.
Le village fait partie du territoire historique du Montefeltro.

## Personnalités
- Dominique Spadafora (1450 - 1521), dominicain vénéré comme bienheureux, fondateur du  prieuré « Notre Dame des Grâces » en 1491[2].

## Administration
| Période                                  | Période  | Identité                | Étiquette | Qualité |
| ---------------------------------------- | -------- | ----------------------- | --------- | ------- |
| 14 juin 2004                             | En cours | Davide-Giorgio Giorgini |           |         |
| Les données manquantes sont à compléter. |          |                         |           |         |

### Communes limitrophes
Macerata Feltria, Mercatino Conca, Montecopiolo, Monte Grimano, Sassocorvaro, Tavoleto